# Мае (град)
Мае (на малаялам: മാഹി) е град в югозападна Индия, част от територията Пондичери, оградена от щата Керала. Населението му е около 42 000 души (2011).
Разположен е на 24 метра надморска височина в крайбрежната низина на Арабско море, на 55 километра северозападно от Кожикод. Селището е основано през 1724 година като френски укрепен пост на Малабарския бряг и е част от Френска Индия до 1954 година, с няколко кратки прекъсвания, когато е окупиран от Маратхската империя или Великобритания.

## Известни личности
Родени в Мае
- М. Найт Шаямалан (р. 1970), режисьор